# غيونغجو (مدينة)
مدينة غيونغجو (بالهانغل: 경주시 | بالهانجا: 慶州市) هي مدينة ساحلية في أقصى الجنوب الشرقي من مقاطعة غيونغسانغ الشمالية في كوريا الجنوبية. تغطي المدينة مساحة 1,324 كم مربع لتكون بذلك الثانية من حيث المساحة في المقاطعة بعد أندونغ، كما يبلغ عدد سكانها 264,091 نسمة (ديسمبر 2012). تبعد المدينة 370 كم جنوب شرق سول، كما تبعد 55 كم شرقاً عن دايغو عاصمة المقاطعة. يحد المقاطعة تشونغدو ويونغتشون من الغرب، وألسان من الجنوب، وبوهانغ من الشمال، ومن الشرق شاطئ بحر اليابان (أو بحر الشرق). العديد من الجبال المنخفضة (أجزاء من سلسلة جبال تايبايك) تحيط بالمدينة.

## الإشارات
1. ↑  Official Web-site of Gyeongju City نسخة محفوظة 27 يونيو 2017 على موقع واي باك مشين.
2. 1 2   http://www.geopostcodes.com/Gyeongju. {{استشهاد ويب}}: |url= بحاجة لعنوان (مساعدة) والوسيط |title= غير موجود أو فارغ (من ويكي بيانات) (مساعدة)
3. ↑  GeoNames (بالإنجليزية), 2005, QID:Q830106
4. 1 2 3 4 5 6 7 8 9   http://www.gyeongju.go.kr/open_content/eng/page.do?mnu_uid=1369&. {{استشهاد ويب}}: |url= بحاجة لعنوان (مساعدة) والوسيط |title= غير موجود أو فارغ (من ويكي بيانات) (مساعدة)
5. ↑   http://www.pompeiturismo.it/index.php?option=com_content&task=view&id=12&Itemid=26. {{استشهاد ويب}}: |url= بحاجة لعنوان (مساعدة) والوسيط |title= غير موجود أو فارغ (من ويكي بيانات) (مساعدة)
6. 1 2 3  "경주시" [Gyeongju-si] (بلغة كورية). Nate / Encyclopedia of Korean Culture. Archived from the original on 2011-06-10. Retrieved 2009-08-02.{{استشهاد ويب}}:  صيانة الاستشهاد: لغة غير مدعومة (link)
7. ↑  "S. Korean, US presidents to meet before APEC summit". وكالة أنباء شينخوا. 18 أكتوبر 2005. مؤرشف من الأصل في 2016-03-03. اطلع عليه بتاريخ 2009-09-15.
8. ↑  "Administrative divisions" (بلغة كورية). The Government of North Gyeongsang province. 2007. Archived from the original on 2020-05-11. Retrieved 2009-09-15.{{استشهاد ويب}}:  صيانة الاستشهاد: لغة غير مدعومة (link)
9. ↑  Smyth، Terry (13 نوفمبر 2008). "Saving face for Australia". Brisbane Times. مؤرشف من الأصل في 2020-02-22. اطلع عليه بتاريخ 2009-08-11.
10. ↑  "Kyŏngju". موسوعة بريتانيكا. 2009. مؤرشف من الأصل في 2015-03-30. اطلع عليه بتاريخ 2009-09-15.
11. ↑  "경주시의 자연환경" [Natural environment of Gyeongju] (بالكورية). Nate / Encyclopedia of Korean Culture. Archived from the original on 2011-06-10. Retrieved 2009-08-05.

## توأمة
لغيونغجو (مدينة) اتفاقيات توأمة مع كل من:
- فرساي (15 أبريل 1987 - )[1]
- نارا (15 أبريل 1970 - )[1]
- شيان (18 نوفمبر 1994 - )[1]
- جياوتسو (5 نوفمبر 2012 - )[1]
- هوي (7 سبتمبر 2007 - )[1]
- إكسان (20 نوفمبر 1998 - )[1]
- نيترا (21 أغسطس 2014 - )[1]
- أوباما (13 فبراير 1977 - )[1]
- بومبي (14 أكتوبر 1985 - )[1]
- سمرقند

## وصلات خارجية
- الموقع الرسمي لحكومة المدينة.

1. 1 2 3 4 5 6 7 8 9  GYEONGJU is Korea - Golden City, Gyeongju >Sister Citiesنسخة محفوظة 16 يناير 2017 على موقع واي باك مشين.